# Давимука Степан Антонович
Степа́н Анто́нович Давиму́ка (нар. 8 лютого 1947, село Чернелиця, Городенківського району, Івано-Франківська область) — український політик. Народний депутат України. Кандидат технічних наук (з 1987), доктор економічних наук (з 1999). Член партії ВО «Батьківщина» з 12 грудня 2007.

## Освіта
З 1964 по 1969 роки навчався у Львівському політехнічному інституті за фахом інженер-електрик. Закінчив із відзнакою. Кандидатська дисертація «Дослідження і розробка САПР мікроелектронної елементної бази спеціального використання для електровимірювальної техніки». Докторська дисертація «Теоретико-методологічні аспекти приватизації і механізми її реалізації в Україні».

## Кар'єра
- 1969–1976 — працював у Львівському політехнічному інституті.
- 1976–1990 — працював у Львівському СКБ мікроелектроніки в приладобудуванні ВО «Мікроприлад».
- 1990–1994 — депутат Львівської обласної ради.
- 1990–1991 — голова Львівського облвиконкому.
- 1991–1992 — перший заступник голови Львівського облвиконкому.
- 1992–1994 — представник Президента у Львівській області[5][6].
- 1994–2005 — начальник Львівського регіонального відділення Фонду державного майна України.

Член Народного руху України з 1989 до 2007, член Великої ради НРУ (1989–1990).
Член партії ВО «Батьківщина».
Автор (співавтор) понад 130 наукових праць (понад 50 економічних), 22 винаходів.
Член Академії менеджменту та підприємництва (з 1993), Академії економічних наук України (з 2000).
Член Національної спілки журналістів України (з 2000).
Президент Львівської обласної шахової федерації, віце-президент Шахової федерації України.
Володіє польською та німецькою мовами.
Захоплюється філософією та психологією.

## Сім'я
Українець.
- Батько Антон Григорович (1924–2007).
- Мати Марія Степанівна (1926–2008).
- Дружина Марія Іванівна (1949) — лікар-кардіолог, заступник головного лікаря Львівського обласного кардіологічного центру.
- Син Назар (1970) — економіст, керівник торговельно-економічної місії у складі Посольства України в Туркменістані.
- Дочка Оксана (1977).

## Парламентська діяльність
Народний депутат України 4-го скликання з 16 березня 2005 до 25 травня 2006 від Блоку Віктора Ющенка «Наша Україна», № 77 в списку. Член фракції «Наша Україна» (16 березня 2005 — 7 вересня 2005), член фракції НРУ (з 7 вересня 2005). Член Комітету з питань національної безпеки і оборони (19 травня — 1 червня 2005), голова підкомітету з проблем соціального захисту військовослужбовців, членів їх сімей та військових пенсіонерів Комітету з питань національної безпеки і оборони (з 1 червня 2005).
Народний депутат України 5-го скликання з 25 травня 2006 до 12 червня 2007 від Блоку «Наша Україна», № 81 в списку. Член фракції «Наша Україна» (з 25 травня 2006). Член Комітету з питань національної безпеки і оборони (18 липня — 20 грудня 2006), член Спеціальної контрольної комісії з питань приватизації (з 18 липня 2006), голова підкомітету з питань правового забезпечення економічної, техногенної та екологічної безпеки Комітету з питань національної безпеки і оборони (з 20 грудня 2006). 15 червня 2007 достроково припинив свої повноваження під час масового складення мандатів депутатами-опозиціонерами з метою проведення позачергових виборів до Верховної Ради.
Народний депутат України 6-го скликання з 23 листопада 2007 до 12 грудня 2012 від «Блоку Юлії Тимошенко», № 135 в списку. На час виборів: віце-президент Українського фонду «Громадська думка» (місто Львів), безпартійний. Член фракції «Блок Юлії Тимошенко» (з 23 листопада 2007). Заступник голови Комітету з питань науки і освіти, член Спеціальної контрольної комісії з питань приватизації (з 26 грудня 2007).

## Нагороди, державні ранги
Лауреат першої премії імені Академіка Вавілова (1982), звання «Винахідник СРСР» (1980), Державний службовець 1-го рангу (квітень 1994), Заслужений економіст України (з 1997). Орден «За заслуги» III ступеня (лютий 2007).